# La Force (Aude)
La Force is een gemeente in het Franse departement Aude (regio Occitanie) en telt 191 inwoners (2005). De plaats maakt deel uit van het arrondissement Carcassonne.

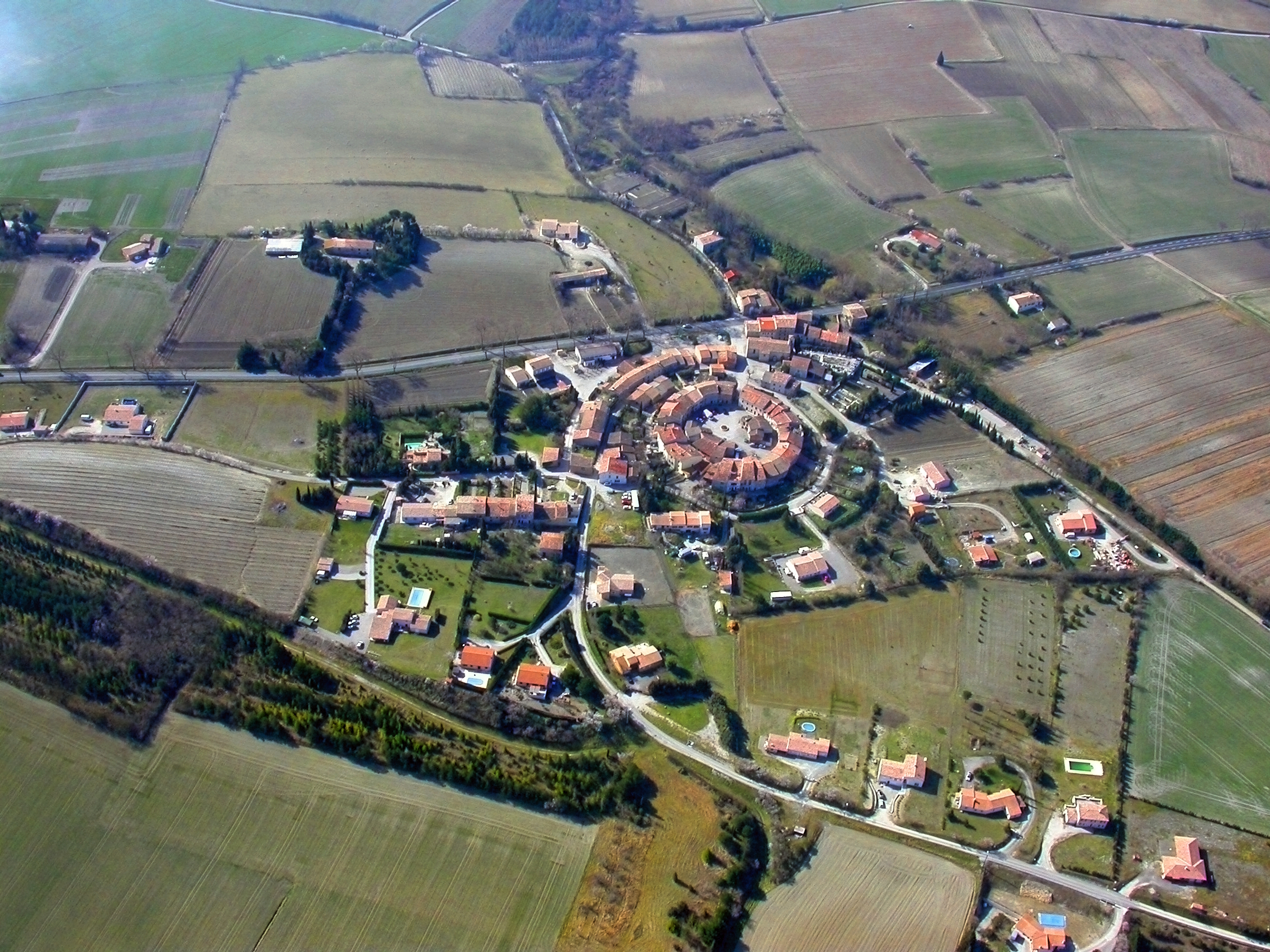
La Force
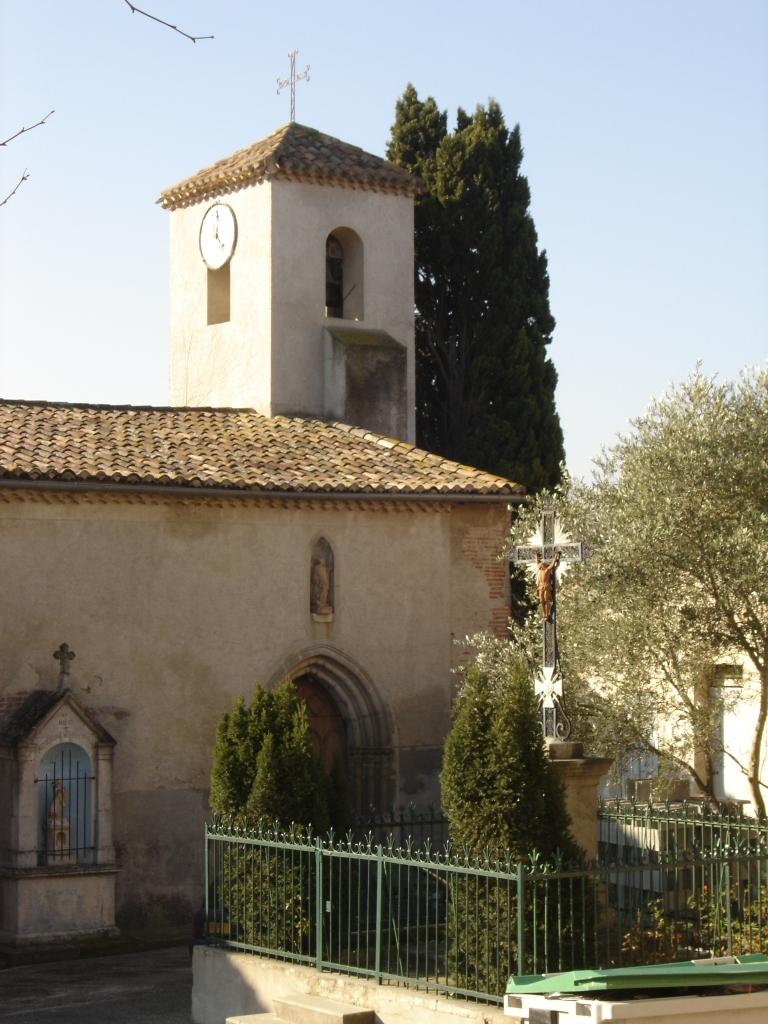
Kerk van La Force

## Geografie
De oppervlakte van La Force bedraagt 4,7 km², de bevolkingsdichtheid is 40,6 inwoners per km².
De onderstaande kaart toont de ligging van La Force (Aude) met de belangrijkste infrastructuur en aangrenzende gemeenten.

## Demografie
Onderstaande figuur toont het verloop van het inwonertal (bron: INSEE-tellingen).

Vanwege een beveiligingsprobleem met de MediaWiki Graph-software is het momenteel niet mogelijk deze grafiek weer te geven. Zodra de software is bijgewerkt zal de grafiek vanzelf weer zichtbaar worden.